# Stefen Schmitt
Stefen Schmitt (* 20. November 1974 in Landau in der Pfalz) ist ein deutscher Filmeditor. Seit dem Jahr 2018 arbeitet er unter dem Namen Stefen Rocker.
Schmitt studierte an der Internationalen Filmschule Köln Filmschnitt und arbeitete als Schnittassistent und Editor für Fernsehformate. Mit den Regisseuren Markus Sehr, Peter Hümmeler und Christine Uschy Wernke – ebenfalls Absolventen der Kölner Filmhochschule – arbeitete er an mehreren Kurzfilmen. 2009 schnitt er die 2010 veröffentlichte Webserie Jabhook. 
2015 arbeitete er für das Comedy-Format Comedy Rocket. Auf Facebook verzeichnete Comedy Rocket über 230 Millionen Videoabrufe.
Eine Insel namens Udo von Regisseur Markus Sehr aus dem Jahr 2011 ist sein erster abendfüllender Kinofilm als Editor. Mit drei Teilen der Reihe Friesland, den Fernsehfilmen Harter Brocken: Der Geheimcode und Der Koch ist tot, sowie der Serie Das Institut – Oase des Scheiterns setzte er die Zusammenarbeit mit Sehr fort.

## Filmografie
- 2007: Absolution
- 2009: Hans im Glück
- 2009: Soltau
- 2010: Jabhook (Webserie)
- 2010: Schiffe versenken
- 2011: Eine Insel namens Udo
- 2014: Herzensbrecher – Vater von vier Söhnen (Fernsehserie, 3 Folgen)
- 2015: Comedy Rocket
- seit 2017: Friesland (Fernsehreihe)
  - 2017: Irrfeuer
  - 2017: Krabbenkrieg
  - 2018: Schmutzige Deals
- 2019: Das Institut – Oase des Scheiterns
- 2019: Der Koch ist tot
- 2019: Harter Brocken: Der Geheimcode
- 2020: ÜberWeihnachten (Miniserie)
- 2021: Harter Brocken: Der Waffendeal
- 2021: Nestwochen
- 2022: Last X-Mas
- 2023: Harter Brocken: Der Goldrausch
- 2025: Die Beste zum Schluss